# 米那普林
米那普林（INN：minaprine；商品名Brantur、Cantor）是一种属于单胺氧化酶抑制剂类的抗抑郁药，在法国用于治疗抑郁症，但在1996年由于驚厥副作用被从市场撤回。
它的合成于1979年首次在专利中被报道：